# Axsjön (Lerbäcks socken, Närke)
Axsjön är en sjö i Askersunds kommun i Närke och ingår i Motala ströms huvudavrinningsområde.